# Bastogne (album)
Bastogne  is een ep van de Belgische punkgroep Red Zebra uit 1981. Het was hun debuutalbum. De plaat verscheen bij Zebra.

## Nummers
Kant 1
1. Bastogne
2. Shadows of Doubt
3. The Ultimate Stranger

Kant 2
1. The Art of Conversation
2. Man Comes from Ape